# Хайнрих Ернст Август фон Зайн-Витгенщайн-Хоенщайн
Хайнрих Ернст Август фон Зайн-Витгенщайн-Хоенщайн (на немски: Heinrich Ernst August von Sayn-Wittgenstein-Hohenstein; * 20 декември 1715,Витгенщайн; † 19 май 1792) е граф на Зайн-Витгенщайн-Хоенщайн-Хомбург.

## Произход
Той е син на политика граф Август фон Зайн-Витгенщайн-Хоенщайн (1663 – 1735) и втората му съпруга графиня Албертина Амалия фон Лайнинген-Вестербург (1686 – 1723), дъщеря на граф Хайнрих Кристиан Фридрих Ернст фон Лайнинген-Вестербург (1665 – 1702) и Албертина Елизабет фон Сайн-Витгенщайн (1661 – 1716). По-големият му полубрат Карл Фридрих Вилхелм (1708 – 1756) е граф на Зайн-Витгенщайн-Хоенщайн.
Той умира на 19 април 1792 г. на 76 години. През 1801 г. представителите на линията Зайн-Витгенщайн-Хоенщайн са издигнати на имперски князе.

## Фамилия
Хайнрих Ернст Август се жени на 18 март 1746 г. в Хедесдорф, Нойвид, за графиня Фридерика Луиза Вилхелмина фон Зайн-Витгенщайн (* 30 март 1726; † 18 януари 1765), дъщеря на граф Лудвиг Александер фон Зайн-Витгенщайн и Фридерика Вилхелмина фон Вендесен. Те имат пет деца:
- Луиза Фридерика София (* 19 февруари 1747; † 2 юли 1803)
- София Шарлота (* 1748; † 1749)
- Карл Лудвиг Август (* 3 юли 1749; † 19 ноември 1805)
- Йохан Август (* 8 септември 1750; † 21 декември 1771)
- Каролина Леополдина (* 18 юли 1755; † 1809), омъжена на 16 април 1785 г. за граф Лудвиг Ернст фон Шьонбург-Рохсбург (* 22 февруари 1750; †19 април 1815)